# Киевское общество охраны памятников старины и искусства
Киевское общество охраны памятников старины и искусства (КООПСИ) — научное общество Российской империи в Киеве, занимавшееся исследованиями истории и искусства на территории Юго-Западного края.

## История
Основано в 1910 году по инициативе членов Исторического общества имени Нестора-летописца с целью выявления и охраны памятников истории и культуры на территории Бессарабской, Волынской, Гродненской, Екатеринославской, Киевской, Люблинской, Минской, Подольской, Полтавской, Черниговской и Херсонской губерний.
Главным направлением была охрана историко-культурного наследия, реставрация и археология.
Учредителями были: Ф. Ф. Трепов, А. Ф. Гирс, В. С. Иконников, В. М. Драгомиров, Н. И. Петров, Ю. А. Кулаковский, В. З. Завитневич, М. В. Довнар-Запольский, А. М. Лобода, Б. С. Стелецкий, В. В. Хвойка, А. Н. Неверов, Н. Ф. Беляшевский, А. И. Мердер, А. В. Прахов, О. И. Левицкий, С. Н. Крейтон, К. Н. Бахтин , епископ Чигиринский Павел, протоиерей Фёдор Титов; подольский и волынский генерал-губернатор Трепов был избран почётным председателем общества. 
Делами управляли Совет, Распорядительный комитет и общее собрание. 
Совет возглавляли: епископ Павел (до 1911 г.), киевский губернатор А. Ф. Гирс (в 1911—1912 гг.),  председатель Киевской губернской земской управы М. А. Суковкин (в 1913—1915 гг.), киевский губернатор А. Н. Игнатьев (в 1915—1917 гг.), профессор Киевской духовной академии В. З. Завитневич (исполнял обязанности председателя с марта 1917). Товарищами председателей Совета были — профессор Киевского университета В. С. Иконников В. (в 1910—1916 гг.), В. З. Завитневич.
В разное время членами совета были: П. И. Голландский, Л. П. Добровольский, М. В. Довнар-Запольский, А. Д. Эртель (он также был хранителем музея общества), Ю. А. Кулаковский, В. Н. Леонтович, Н. В. Стороженко, Ф. И. Титов.
Распорядительный комитет, возглавлявшийся А. И. Мердером до прекращения существования общества в 1920 году, действовал с 7 декабря 1912 года (Мердер был избран общим собранием общества членом Совета 27 декабря 1911 года). В том же 1912 году общество учредило музей и библиотеку, которые в 1913—1915 гг. находились в помещении Педагогического музея при Киевском учебном округе.
Секретарями общества были: старший помощник управителя канцелярии генерал-губернатора К. Бахтин (в 1910 г.), старший адъютант штаба Киевского военного округа подполковник Б. Стеллецкий (в 1910—1913 гг), делопроизводитель управления Киевского, Подольского и Волынского генерал-губернатора О. И. Левицкий (с 1913 г.)).
В 1913 году было открыто Уманское отделение общества, его председателем стал член Одесского общества истории и древностей, член Таврической ученой архивной комиссии — Х. П. Ящуржинский.
В 1914 году Общество выступило учредителем Киевской губернской учёной архивной комиссии (1914 г.); в этом же году был создан краевой архив,
В 1919 году Общество прекратило деятельность из-за образования Всеукраинского комитета охраны памятников старины и искусства; ценные археологические находки из музея общества переданы Киевскому художественно-промышленному и научному музею; в 1920 году музейный фонд и библиотечный фонд общества были переданы Украинскому научному обществу в Киеве.

## Состав общества
В 1911 году общество насчитывало 187 членов, затем его численность увеличилась до 320 человек (в Уманском отделении — 30 членов); в их числе были:
- высшая администрация Юго-Западного края;
- профессора Киевского университета, Киевской духовной академии, инженеры, архитекторы, военные, предприниматели и др.
- членами общества были: К. В. Болсуновский, С. Т. Голубев, В. Е. Данилевич, Ф. Л. Эрнст, И. М. Каманин, Д. Меньшов, Д. В. Милеев, С. С. Могилевцев, Н. Д, Полонская-Василенко, Е. И. Сецинский, А. Н. Терещенко, Д. М. Щербаковский, В. И. Щербина.